# Näströtter
Näströtter (Neottia) är ett släkte i familjen orkidéer.

## Bildgalleri

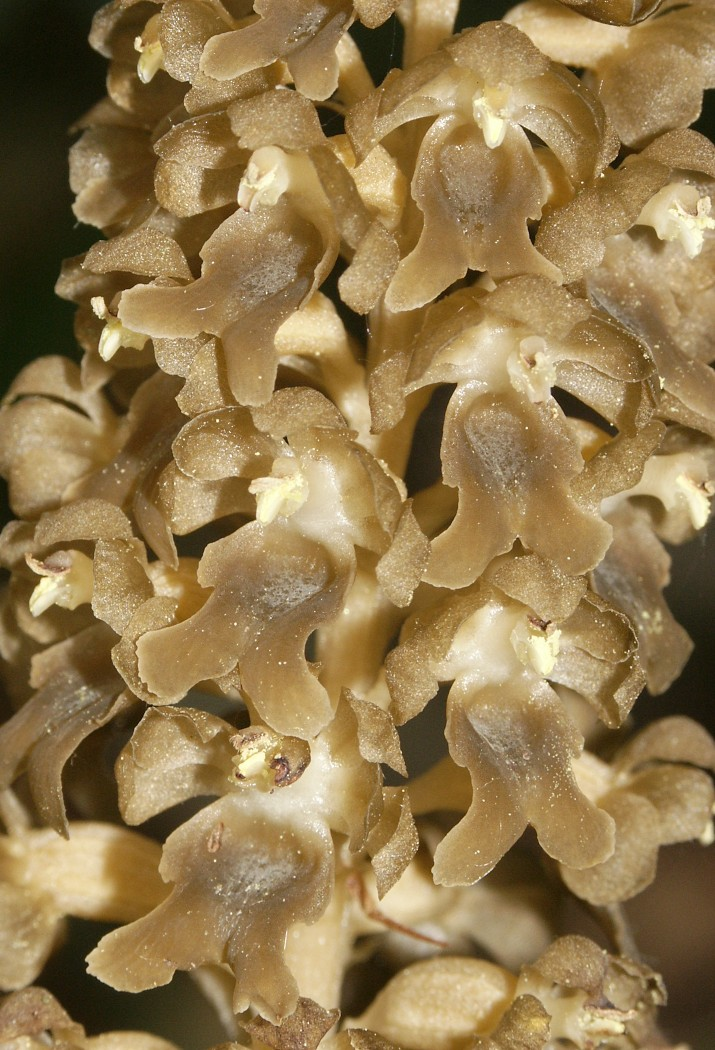
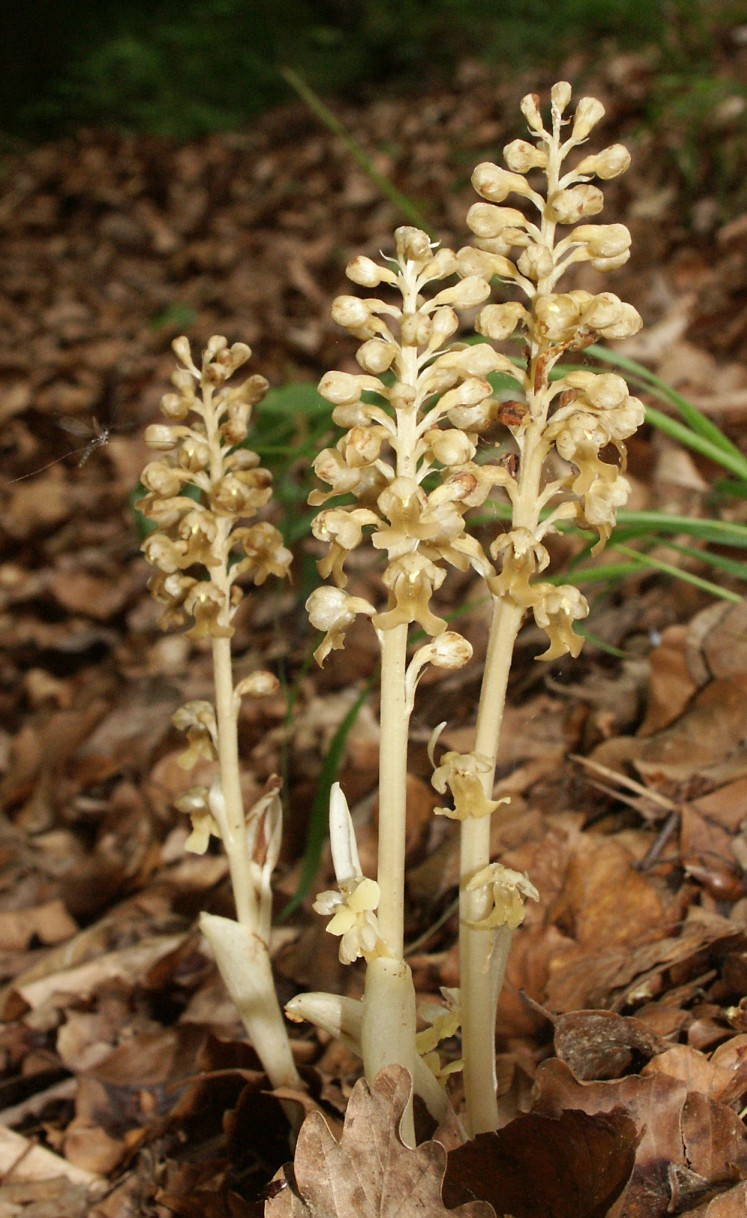
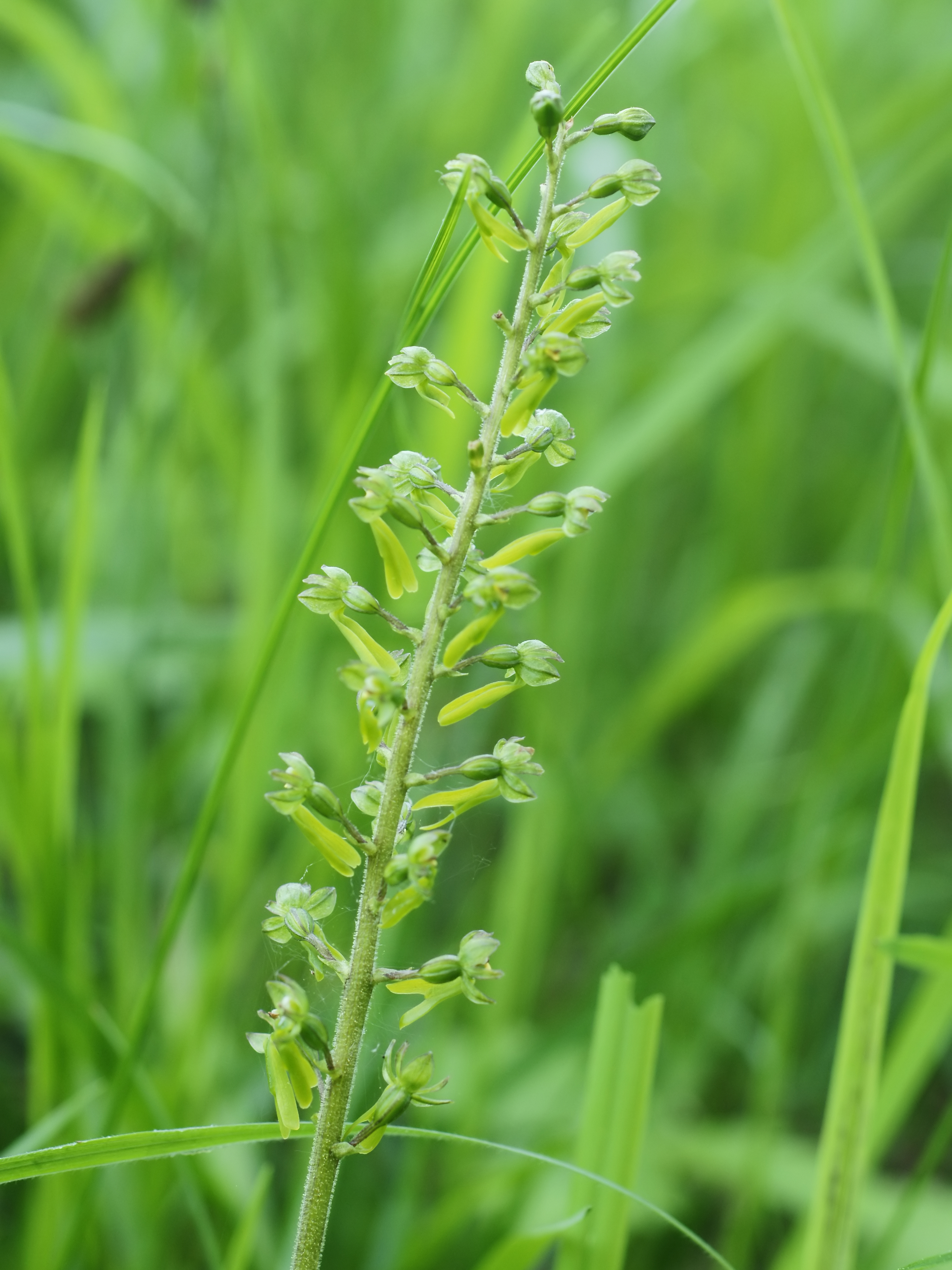
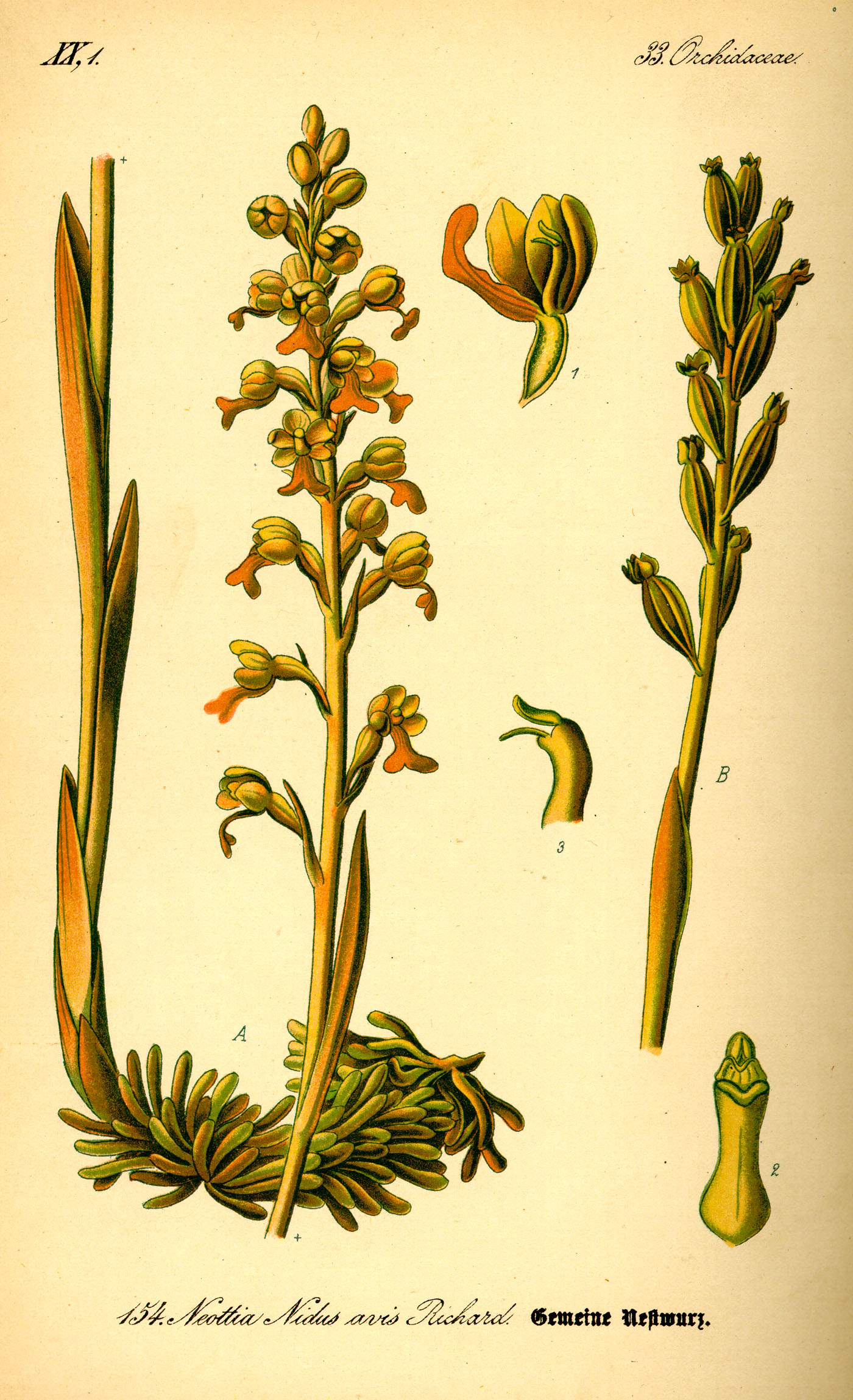
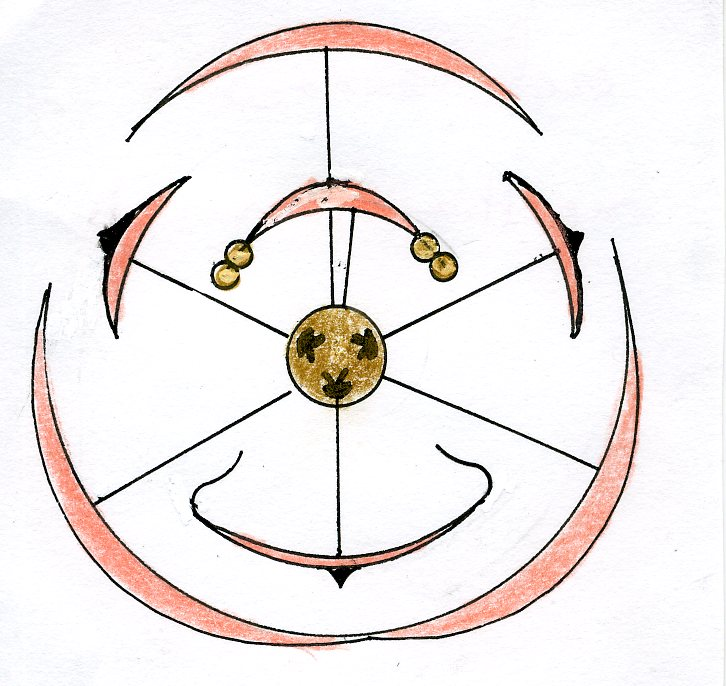

## Dottertaxa till Näströtter, i alfabetisk ordning[1]
- Neottia acuminata
- Neottia alternifolia
- Neottia auriculata
- Neottia bambusetorum
- Neottia banksiana
- Neottia biflora
- Neottia bifolia
- Neottia borealis
- Neottia brevicaulis
- Neottia brevilabris
- Neottia camtschatea
- Neottia chenii
- Neottia convallarioides
- Neottia cordata
- Neottia dentata
- Neottia divaricata
- Neottia fangii
- Neottia flabellata
- Neottia formosana
- Neottia gaudissartii
- Neottia inagakii
- Neottia inayatii
- Neottia japonica
- Neottia karoana
- Neottia kiusiana
- Neottia kuanshanensis
- Neottia latilabra
- Neottia listeroides
- Neottia longicaulis
- Neottia mackinnonii
- Neottia makinoana
- Neottia megalochila
- Neottia meifongensis
- Neottia microglottis
- Neottia microphylla
- Neottia morrisonicola
- Neottia mucronata
- Neottia nanchuanica
- Neottia nandadeviensis
- Neottia nankomontana
- Neottia nepalensis
- Neottia nidus-avis
- Neottia nipponica
- Neottia oblata
- Neottia ovata
- Neottia pantlingii
- Neottia papilligera
- Neottia pinetorum
- Neottia pseudonipponica
- Neottia puberula
- Neottia smallii
- Neottia smithiana
- Neottia smithii
- Neottia suzukii
- Neottia taibaishanensis
- Neottia taizanensis
- Neottia tenii
- Neottia tenuis
- Neottia tianschanica
- Neottia unguiculata
- Neottia ussuriensis
- Neottia wardii
- Neottia veltmanii
- Neottia yunnanensis